# Пилюгин, Данил Сергеевич
Пилюгин Данил Сергеевич (род. 21 октября 1985, Усть-Каменогорск, Казахская ССР, СССР) — казахстанский хоккеист, нападающий. В настоящее время является свободным агентом.

## Биография
Воспитанник усть-каменогорского хоккея. Основная часть карьеры проведена в Усть-Каменогорске в составе ХК «Казцинк-Торпедо», а также в составе рудненского «Горняка». Также играл в «Барысе», «Казахсмысе» и «Иртыше».
Выступал за молодёжные сборные Казахстана на чемпионатах мира.